# Montezumia bipunctata
Montezumia bipunctata är en stekelart som beskrevs av Edmund Meade-Waldo 1911.
Montezumia bipunctata ingår i släktet Montezumia och familjen Eumenidae. Inga underarter finns listade i Catalogue of Life.